# Björn Zetterstrand
Björn Ragnar Zetterstrand, född den 13 oktober 1883 i Norrköping, död där den 2 juli 1957, var en svensk jurist. Han var son till Theodor Zetterstrand och far till Astrid Kristensson. 
Zetterstrand avlade mogenhetsexamen vid Norrköpings högre allmänna läroverk 1901 och juris utriusque kandidatexamen vid Uppsala universitet 1906. Efter tingstjänstgöring och tjänstgöring som tillförordnad domhavande var han extra ordinarie assessor i Svea hovrätt 1914–1917, tillförordnad revisionssekreterare 1917–1924 och häradshövding i Nora domsaga 1924–1950. Zetterstrand var stadsfullmäktiges ordförande i Nora 1930–1944. Han blev riddare av Nordstjärneorden 1932 och kommendör av andra klassen av samma orden 1940. Zetterstrand vilar på Matteus kyrkogård i Norrköping.